# Мартинш, Алвару
Алвару Мартинш — португальский путешественник, исследовавший западную часть Атлантического океана и Африканское побережье .